# جو هيرنانديز
جو هيرنانديز (بالإنجليزية: Joe Hernandez)‏ هو لاعب كرة قدم أمريكية أمريكي، ولد في 9 فبراير 1940.